# Benoît McGinnis
Pour les articles homonymes, voir McGinnis.
Benoît McGinnis est un acteur québécois né en 1978 à Laval, au Canada. 

## Biographie
Diplômé de l’École nationale de théâtre en 2001, Benoît McGinnis a vite fait sa marque dans le milieu artistique. Si la télévision l’a révélé au grand public avec son personnage de Jean-Sébastien Laurin dans Les hauts et les bas de Sophie Paquin, il n’en a pas moins conquis les téléspectateurs avec, entre autres, les séries Aveux, Belle Baie et Trauma. On a pu également le voir dans la série 30 Vies, diffusée à ICI Radio-Canada Télé.
Sur la scène, on l’a vu dans plusieurs pièces telles Bob et Contre le temps au Théâtre d’Aujourd’hui, Le vrai monde au Théâtre Jean-Duceppe, Le Fou de Dieu à la Cinquième salle de la Place des arts, Là au Théâtre Jean-Duceppe, Britannicus au Théâtre Denise-Pelletier, Une adoration au TNM, Les feluettes au Théâtre de la Bordée, Frères de sang au Théâtre Jean-Duceppe et Avec Norm au Théâtre d’Aujourd’hui. Plus récemment, il était de la distribution de Hamlet, Le roi se meurt, Le chant de Sainte Carmen de la Main, Being at Home with Claude, Roméo et Juliette et Caligula. Il a interprété Feste dans la pièce la Nuit des Rois mis en scène par Frédérique Bélanger et Rebecca Deraspe.
Au cinéma, il a tourné dans les films Le Banquet de Sébastien Rose, Délivrez-moi de Denis Chouinard, La vie avec mon père de Sébastien Rose, Route 132 de Louis Bélanger et Love Projet de Carole Laure.
Il a reçu le Prix du public étudiant 2005-2006 du Théâtre Denise-Pelletier pour la meilleure interprétation masculine avec son rôle de Néron dans la pièce Britannicus. Il a aussi été récipiendaire du Prix de la relève Olivier Reichenbach pour sa participation à la pièce Une adoration. Il a été en nomination au Gala des Masques 2005 dans la catégorie meilleure interprétation masculine avec son rôle de Normand dans la pièce Avec Norm. Finalement, il a été nommé lauréat du Prix Gascon-Roux, pour son rôle dans Hamlet en 2011 et pour celui de Béranger dans Le roi se meurt en 2013.
En 2019, il remporte le prix Gémeaux du meilleur rôle de soutien masculin pour son rôle de Samuel Martineau dans Victor Lessard, puis en 2022 pour le rôle de Sébastien Boissonneault dans le téléfilm dramatique Une autre histoire.
En 2021 et 2022, il anime sur Radio-Canada et ARTV l'émission culturelle Retour vers la culture.
En janvier 2023, il interprète le rôle titre dans l'adaptation canadienne de la comédie musicale Hedwig et le Pouce en furie.
En août 2025, il devient le directeur artistique du Théâtre du Rideau Vert.

## Filmographie

### Cinéma
- 2004 : L'Espérance de Stefan Pleszczynski (en) : le valet
- 2005 : La Vie avec mon père de Sébastien Rose : Tony
- 2006 : Délivrez-moi de Denis Chouinard : gars parc #1
- 2008 : Le Banquet de Sébastien Rose : Gilbert
- 2010 : Les Amours imaginaires de Xavier Dolan : baise de Francis
- 2010 : Route 132 de Louis Bélanger : Damien
- 2010 : Le Poil de la bête de Philippe Gagnon  : la Trémouille
- 2012 : L'Empire Bo$$é de Claude Desrosiers : François-Justin Bossé
- 2014 : Love Projet de Carole Laure : Alex
- 2019 : Vivre à 100 milles à l'heure de Louis Bélanger : Tino
- 2021 : Au revoir le bonheur de Ken Scott : l'épicurien

### Télévision
- 2003 : 3X Rien : client à la buanderie
- 2004 : Les Bougon, c'est aussi ça la vie! : gars - info académie
- 2004 : Smash : Benoît, le fils de Sylvain
- 2005 : Félix Leclerc : Martin adulte
- 2006 : Vice caché : Marc
- 2006 - 2009 : Les Hauts et les Bas de Sophie Paquin : Jean-Sébastien Laurin
- 2009 : Aveux : Olivier Dubreuil
- 2010 - 2011 : Belle-Baie : André Mallet
- 2011 - 2012 : Trauma : Alexis
- 2011 - 2016 : 30 vies : Raphaël Chenier-Leduc
- 2018 : Victor Lessard : Samuel Martineau
- 2018 : L'Échappée : Me Guy Chicoine
- 2019 - 2020 : Discussions avec mes parents : le docteur de Jean-Pierre
- 2019 : Une autre histoire : Dr Sébastien Blanchette/Boissonneault
- 2021 : Doute raisonnable : Antonin Larocque
- 2022 : Alerte : lieutenant Frédéric Lamontagne